# Чура (Удмуртия)
Чу́ра — деревня в Глазовском районе Удмуртии в составе сельского поселения Кожильское.

## География
Находится на расстоянии примерно 5 км на юго-запад по прямой от центра района города Глазов.

## История
Известна с 1678 года. В 1710 году отмечалась как Починок Чюра возле Убыть речку с 9 дворами, в 1764 — Чюринская деревня с 195 жителями. В 1873 году здесь (Чуринская или Чура) дворов 30 и жителей 319, в 1905 — 70 и 634, в 1924 — 91 и 713 (примерно 95 % удмурты). В 1941 году значились две деревни: Верхняя Чура и Нижняя Чура в составе Азамаевского сельсовета. Деревни Верхняя и Нижняя Чура в 1956 году переименованы в деревню Чура. Работали колхоз им. Ворошилова, ООО «Чура».

## Население
Постоянное население составляло 401 человек (удмурты 72 %, русские 28 %) в 2002 году, 452 — в 2012.